# Rittō
Rittō (栗東市 Rittō-shi?) este un municipiu din Japonia, prefectura Shiga.